# Casa Real

Emblema/distintivo da Casa de Tudor, uma casa real inglesa.

Casa Real é expressão de múltiplo sentido que tanto se refere ao local físico onde se aloja o rei, o seu palácio, como à realeza ou família real reinante de uma dinastia, a todo um conjunto de funcionários (servidores do rei e da sua família mais direta) que participavam na administração e funcionamento da referida casa.
Enquanto a família é geralmente representada pelos membros, seniores e juniores, de uma família ou cadetes sucursais, que são vagamente relacionados, mas não necessariamente do mesmo parentesco. Contrariamente à maioria das ocidentais, muitas das famílias reais do mundo não têm nomes familiares, e aqueles que tenham adotado, raramente utilizam. Por sua vez, eles referem os seus títulos, muitas vezes relacionados com uma área excluída ou deliberada/escolhida pela família. O nome de uma casa real não é um apelido, é apenas uma maneira conveniente de identificação dinástica dos indivíduos.

## Exemplos
Devido aos casamentos entre famílias reais e à criação de cadetes sucursais, uma casa real geralmente não corresponde inteiramente a uma família imediata ou local; membros da mesma casa em diferentes ramos podem declarar inteiramente diferentes países e ser apenas vagamente relacionados, a família pode se ter originado inteiramente noutro lugar. A dinastia Capetiana (que inclui qualquer descendente direto de Hugo Capeto da França) é o mais antigo dirigente da continuidade dinástica na Europa - originada em 987 e presente nas atuais casas dirigentes em Espanha e no Luxemburgo.
A casa de Wettin, outro exemplo, tem origem no Sacro Império Romano-Germânico (atual Alemanha) como uma família condal. Hoje em dia, já não possui qualquer estatuto na Alemanha, mas diferentes ramos sentaram-se em vários tronos, incluindo o do Reino Unido e da Comunidade de Nações, bem como na Bélgica. Antigos monarcas de Portugal e da Bulgária também pertenciam a esta casa, mas eles não eram especial e estreitamente relacionados com as citadas linhas, como eles descendem de vários ramos, alguns deles distintos por muitas gerações.
Até recentemente, a realeza não tinha apelidos, e eram conhecidos apenas pelos seus títulos, ou pelas suas denominações cristãs, seguido do nome da casa, feudo, estado ou país a que pertenciam.
Os nomes das casas reais na Europa foram geralmente extraídos do pai; nos casos em que uma rainha regente se casasse com um príncipe de outra casa, os seus filhos (e, portanto, um monarca posterior) pertenciam à sua casa. Assim, a rainha Vitória do Reino Unido pertencia à Casa de Hanôver, mas a sua linhagem descendente masculina pertencia à casa do seu marido Alberto, que era a de Saxe-Coburgo-Gota. O nome foi alterado para Casa de Windsor, em 1917. Contudo, esta regra tinha várias exceções noutros países: após o casamento da imperatriz Maria Teresa de Áustria, no século XVIII, com o duque de Lorena Francisco III, a sua casa tomou o nome de Habsburgo-Lorena, a fim de associar-se intimamente com a anterior dinastia de Habsburgo. Em Portugal, após o casamento da rainha Maria II de Portugal e de Fernando de Saxe-Coburgo-Gota (depois rei consorte Fernando II de Portugal, após o nascimento do seu primeiro filho com a rainha) em 1836 o nome da Casa Real permaneceu exclusivamente Casa de Bragança, bem como o nome da família e da dinastia, permaneceram inalterados, seguindo as tradições celtiberas matriarcas portuguesas. Mais recentemente, no século XX, as crianças da rainha regente nos Países Baixos e no Luxemburgo, têm mantido a sua casa à associação materna, e no Reino Unido, a rainha Isabel II, apesar da descendência pelo seu marido, Filipe da Grécia e da Dinamarca, permaneceu oficialmente Windsor, apesar de ser tecnicamente casa de Eslésvico-Holsácia-Sonderburgo-Glucksburgo, que, por sua vez, é uma linha da Casa de Oldemburgo. A casa de Eslésvico-Holsácia-Sonderburgo-Glucksburgo é regente na Noruega e na Dinamarca, e governou na Grécia, sendo que na Grécia, os membros da família real são convidados a utilizar o título de Príncipe da Dinamarca, passando a serem cadetes do ramo da casa regente na Dinamarca.
Outra forma em que a casa real de um dado país pode mudar é quando um príncipe estrangeiro é convidado a preencher uma vaga no trono ou de um lado dos parentes de uma casa estrangeira. Isso ocorreu com a morte dos filhos da rainha Ana da Grã-Bretanha da casa de Stuart: ela foi sucedida por um príncipe da casa de Hanôver, que era o seu parente protestante mais próximo.

## Casas reinantes
| País                                           | Casa real                                  | Ramo de           | Atual monarca       |
| ---------------------------------------------- | ------------------------------------------ | ----------------- | ------------------- |
| Reino da Arábia Saudita                        | Saud                                       |                   | Salmane             |
| Reino do Barém                                 | al-Califa                                  |                   | Amade               |
| Estado do Kuwait                               | Al Sabah                                   |                   | Sabah               |
| Reino da Bélgica                               | Saxe-Coburgo-Gota                          | Wettin            | Filipe              |
| Reino do Butão                                 | Wangchuk                                   |                   | Jigme Khesar        |
| Estado do Catar                                | Al-Thani                                   |                   | Tamim               |
| Reino da Dinamarca                             | Eslésvico-Holsácia-Sonderburgo-Glucksburgo | Oldemburgo        | Margarida II        |
| Reino da Espanha                               | Bourbon                                    | Capetiana         | Filipe VI           |
| Estado do Japão                                | Iamato                                     |                   | Naruhito            |
| Reino Haxemita da Jordânia                     | Haxemitas                                  |                   | Abedalá II          |
| Reino do Lesoto                                | Seeiso                                     |                   | Letsie III          |
| Principado de Liechtenstein                    | Liechtenstein                              |                   | João Adão II        |
| Grão-Ducado de Luxemburgo                      | Nassau-Veilburgo-Bourbon-Parma             | Nassau            | Henrique            |
| Grão-Ducado de Luxemburgo                      | Nassau-Veilburgo-Bourbon-Parma             | Bourbon-Parma     | Henrique            |
| Reino de Marrocos                              | Alauita                                    |                   | Maomé VI            |
| Principado de Mónaco                           | Grimaldi                                   |                   | Alberto II          |
| Reino da Noruega                               | Eslésvico-Holsácia-Sonderburgo-Glucksburgo | Oldemburgo        | Haroldo V           |
| Sultanato de Omã                               | Abuçaíde                                   |                   | Haitham             |
| Reino dos Países Baixos                        | Orange Nassau                              | Nassau            | Guilherme Alexandre |
| Reino Unido da Grã-Bretanha e Irlanda do Norte | Windsor                                    | Saxe-Coburgo-Gota | Carlos III          |
| Reinos da Comunidade de Nações                 | Windsor                                    | Saxe-Coburgo-Gota | Carlos III          |
| Reino de Essuatíni                             | Dlamini                                    |                   | Mswati III          |
| Reino da Suécia                                | Bernadotte                                 |                   | Carlos XVI Gustavo  |
| Reino da Tailândia                             | Chakri                                     |                   | Rama X              |

## Reinos extintos ou depostos
| País na época da monarquia | País atualmente                                           | Última casa real                           | Ramo de      |
| -------------------------- | --------------------------------------------------------- | ------------------------------------------ | ------------ |
| Reino do Afeganistão       | República Islâmica do Afeganistão                         | Barakzai                                   |              |
| Império Alemão             | República Federal da Alemanha                             | Hohenzollern                               |              |
| Reino da Albânia           | República da Albânia                                      | Saboia                                     |              |
| Império Austro-Húngaro     | República da Áustria                                      | Habsburgo-Lorena                           | Habsburgo    |
| Império Austro-Húngaro     | Hungria                                                   | Habsburgo-Lorena                           | Habsburgo    |
| Reino do Benim             | República Federal da Nigéria                              | Nogbaisi                                   |              |
| Império do Brasil          | República Federativa do Brasil                            | Bragança                                   | Borgonha     |
| Império do Brasil          | República Federativa do Brasil                            | Bragança                                   | Avis         |
| Reino da Bulgária          | República da Bulgária                                     | Saxe-Coburgo-Gota                          | Wettin       |
| Reino de Burundi           | República do Burúndi                                      | Ntwero                                     |              |
| Império Centro-Africano    | República Centro-Africana                                 | Bokassa                                    |              |
| Império do Grande Qing     | República Popular da China                                | Quingue                                    |              |
| Império do Grande Qing     | Mongólia                                                  | Quingue                                    |              |
| Império do Grande Qing     | República da China (Taiwan)                               | Quingue                                    |              |
| Império da Coreia          | República da Coreia (Coreia do Sul)                       | Joseon                                     |              |
| Império da Coreia          | República Popular Democrática da Coreia (Coreia do Norte) | Joseon                                     |              |
| Reino do Egito             | República Árabe do Egito                                  | Maomé Ali                                  |              |
| Império Etíope             | República Democrática Federal da Etiópia                  | Salomônica                                 | Davi         |
| Império Francês            | República Francesa                                        | Bonaparte (imperial)                       |              |
| Reino da França            | República Francesa                                        | Orléans (real)                             | Bourbon      |
| Reino da Grécia            | República Helênica (Grécia)                               | Eslésvico-Holsácia-Sonderburgo-Glucksburgo | Oldemburgo   |
| Primeiro Império Haitiano  | Haiti                                                     | Dessalines                                 |              |
| Reino do Haiti             | Haiti                                                     | Christopher                                |              |
| Segundo Império Haitiano   | Haiti                                                     | Soulouque                                  |              |
| Reino do Havaí             | Havaí                                                     | Kamehameha                                 |              |
| Império Mogol              | República da Índia                                        | Mogol                                      |              |
| Império Mogol              | República Islâmica do Paquistão                           | Mogol                                      |              |
| Império Mogol              | República Popular do Bangladexe                           | Mogol                                      |              |
| Reino do Iêmen             | República do Iêmen                                        | Maomé Albadir                              |              |
| Reino de Israel e Judá     | Estado de Israel                                          | Casa de Davi                               |              |
| Reino de Judá              | Estado de Israel                                          | Casa de Davi                               |              |
| Reino do Iraque            | República do Iraque                                       | Haxemitas                                  |              |
| Império da Pérsia          | República Islâmica do Irão                                | Pálavi                                     |              |
| Reino da Irlanda           | República da Irlanda                                      | Hanôver                                    |              |
| Reino de Itália            | República Italiana                                        | Saboia                                     |              |
| Reino da Líbia             | Líbia                                                     | Senussi                                    |              |
| Império Mexicano           | Estados Unidos Mexicanos                                  | Habsburgo-Lorena                           | Habsburgo    |
| Reino de Madagascar        | Madagáscar                                                | Merina                                     |              |
| Reino de Portugal          | República Portuguesa                                      | Bragança                                   | Borgonha     |
| Reino de Portugal          | República Portuguesa                                      | Bragança                                   | Avis         |
| Reino da Romênia           | Roménia                                                   | Hohenzollern-Sigmaringen                   | Hohenzollern |
| Reino de Ruanda            | República de Ruanda                                       | Abanyiginya                                |              |
| Império Otomano            | República da Turquia                                      | Osmã                                       |              |
| Império Russo              | Federação Russa                                           | Romanov                                    | Oldemburgo   |
| Reino da Sérvia            | República da Sérvia                                       | Karadjordjevitch                           |              |
| Reino da Síria             | República Árabe Síria                                     | Haxemitas                                  |              |
| Império do Vietnã          | República Socialista do Vietnã                            | Nguyễn                                     |              |